# Hug I de Cervera
Hug I de Cervera, conegut també com a Hug I de Bas o Hug de Cervera i de Barcelona, (1149-1185) fou vescomte de Bas.

## Família
Fill i hereu de Ponç II de Cervera i de Almodis de Barcelona, filla de Ramon Berenguer III.
Casat amb Ispella de Serra, filla de Barisó I, jutge d'Arborea. D'aquest matrimoni nasqué un fill: 
- Hug Ponç (1178-1211) que fou vescomte de Bas (Hug II) i jutge d'Arborea (Hug I)

## Biografia
L'any 1177 es traslladà a Sardenya cridat per la seva germana Agalbursa que s'havia casat, en segones núpcies amb Barisó I. Es va casar amb Ispella, filla del primer matrimoni de Barisó amb Pelegrina de Lacon. Hug s'instal·là a l'illa on fundà la dinastia dels Bas, prínceps d'Arborea.